# Holcombe, Teignbridge
Holcombe är en by i Devon i England. Byn ligger 18,2 km från Exeter. Orten har 559 invånare (2015). Byn nämndes i Domedagsboken (Domesday Book) år 1086, och kallades då Holecome/Holcomma.